# Mismo sitio, distinto lugar (álbum)
Mismo sitio, distinto lugar es el quinto álbum de estudio de Vetusta Morla publicado el 10 de noviembre de 2017. Fue editado en los Estudios Hansa de Berlín, Alemania. El disco en total dura 38 minutos, es su segundo disco más corto, antes de Los Ríos de Alice.

## Lista de canciones del álbum
| Nº | Nombre de la canción        | Duración | Le                     |
| -- | --------------------------- | -------- | ---------------------- |
| 1  | Deséame suerte              | 3:49     | Galván, Vetusta Morla  |
| 2  | El discurso del rey         | 3:42     | Latorre, Vetusta Morla |
| 3  | Palmeras en La Mancha       | 3:37     | Galván, Vetusta Morla  |
| 4  | Consejo de sabios           | 5:18     | Galván, Vetusta Morla  |
| 5  | 23 de junio                 | 3:27     | Galván, Vetusta Morla  |
| 6  | Guerra Civil                | 3:35     | Latorre, Vetusta Morla |
| 7  | Te lo digo a ti             | 2:27     | Galván, Vetusta Morla  |
| 8  | Punto sin retorno           | 4:40     | Latorre, Vetusta Morla |
| 9  | La vieja escuela            | 4:13     | Galván, Vetusta Morla  |
| 10 | Mismo sitio, distinto lugar | 3:41     | Galván, Vetusta Morla  |

- Datos: Q50682160